# 小林敬
小林 敬（こばやし たかし、1957年11月22日 - ）は、北海道函館市出身の実業家。

## 略歴
函館市出身。函館有斗高等学校卒業、その後大阪府のあべの辻調理師学校を卒業後、フランス料理店に勤務。1979年、地元函館に戻り料理店「らんぷ亭」を開業。1982年、再び大阪に戻り、フランス料理店に勤務する一方、食肉卸売業者でシステムエンジニアとしてオフィスコンピュータのシステム開発に関わる。1988年、「食べて得する料理家 庵」を開業。1991年、小林事務所を設立。「新和風料理 庵」など数々の飲食店を全国に展開していた。
2005年には長崎オランダ村の跡地を使った「食」のテーマパーク「キャスビレッジ」をプロデュースし、その親会社CASジャパンの取締役に就任。しかし10月3日に経営破綻し、キャスビレッジは即日閉鎖。小林も約20億円の負債を背負った事で自己破産し、2006年開校予定だった調理師学校の開設も1年延期された。経営悪化に伴い、小林事務所を解散のため特別清算の手続きに入った。小林事務所の業務はシダックス傘下の飲食フランチャイズ企業「ヴァスフードサービス」に移管されるが、2007年4月には「シダックスレストランマネジメント」に経営統合された。
2008年6月27日付でシダックスの執行役員に就任した後、2009年2月執行役員を突如退任し、イタリアンレストランを運営するジャパンフードシステムズの社長に就任した。2009年8月、突如トレードマークの髭を剃り上げ、ジャパンフードシステムズの社長を辞任する（後任は山崎宏）。
2009年10月、新たにブログを開設して独立開業を発表した。社名は小林事務所。2010年2月、京都・四条河原町にて、プロデュースした「QUATTRO CINQUE」を開業。2010年3月、「QUATTRO CINQUE」高槻店を開業。2010年6月、京都・四条河原町にて、プロデュースした「QUATTRO CINQUE」を閉店。
2013年7月、テンポスバスターズ取締役商品部統括本部長に就任。2014年7月、同社を退任。
2016年12月、ビーパワーソリューションズのアドバイザーに就任。2017年3月、Twitterを開設。2018年9月、「五稜郭ガーデン」の再建を手掛けるも、同店は2020年6月25日付で破産手続きを開始した。

## エピソード
- 日本テレビのドキュメントバラエティ番組『マネーの虎』で出資者の社長として出演。志願者の計画が杜撰だったり、態度が悪いと感じた時は容赦なく罵倒した。一例として、手打ちうどん屋を開業したい志願者が現れた時は、「アホンダラ！」「謙虚になれよ！」などと怒鳴りつけた（ただし、この志願者は番組の最後に小林に謝罪し、小林もこれを受け入れて激励の言葉をかけている）。しかし決してやみくもに怒っているわけではなく、小林の中で見込みがあると考えた志願者に対しては、他の社長が厳しく追及する中で優しくアドバイスしたり、助け舟を出すなど柔軟な一面も見せた。また、芸能分野の社長であった高橋がなりや加藤和也程ではなかったが、他の社長陣に比べると、芸能人に対する知識が豊富であり、芸能人の志願者が登場した際には、同じように助け舟をだしたり、芸能界特有の慣習やしきたりを他の社長陣に教えたり、一定の理解を示したりもしていた。
- マネーの虎で語ったエピソードとして、自分の祖父の葬式には出席せず、厨房で働いていたという。しかし年月の経過とともに、「葬儀に参列して最後に祖父を見送ってあげるべきだった」と深く後悔していて、自分と同じような状況の志願者に対しては「なぜ順番（志願者の登場順）を最初にしてもらわないのか」「本当に家族のことを思っているならばこんなところへ来るべきではない」と語っていた。
- 日本テレビのバラエティ番組『ぐるぐるナインティナイン』の「グルメチキンレースゴチになります!」で、小林の店「UN CLUB TOKYO」が舞台になったことがある。小林はオーナーとして出演し、同番組のレギュラー出演者である岡村隆史が「マネーの虎」を題材にしたコントを披露した際はノリノリになるなどひょうきんで且つお茶目な一面を見せた。
- 歴代ジェームズボンド役の中で好きな俳優はショーン・コネリー（初代）で自分自身に似ているという点。嫌いな俳優はダニエル・クレイグ（6代目）で部下にしたくないタイプであるという点。

## 書籍
- 「人間味」で勝つ! 外食・FC革命（文芸社、2001年。ISBN 978-4835524009）
- 外食・FC大革命 21世紀は役割分担の時代（宣伝会議、2002年。ISBN 978-4883350711）